# 청색왜성

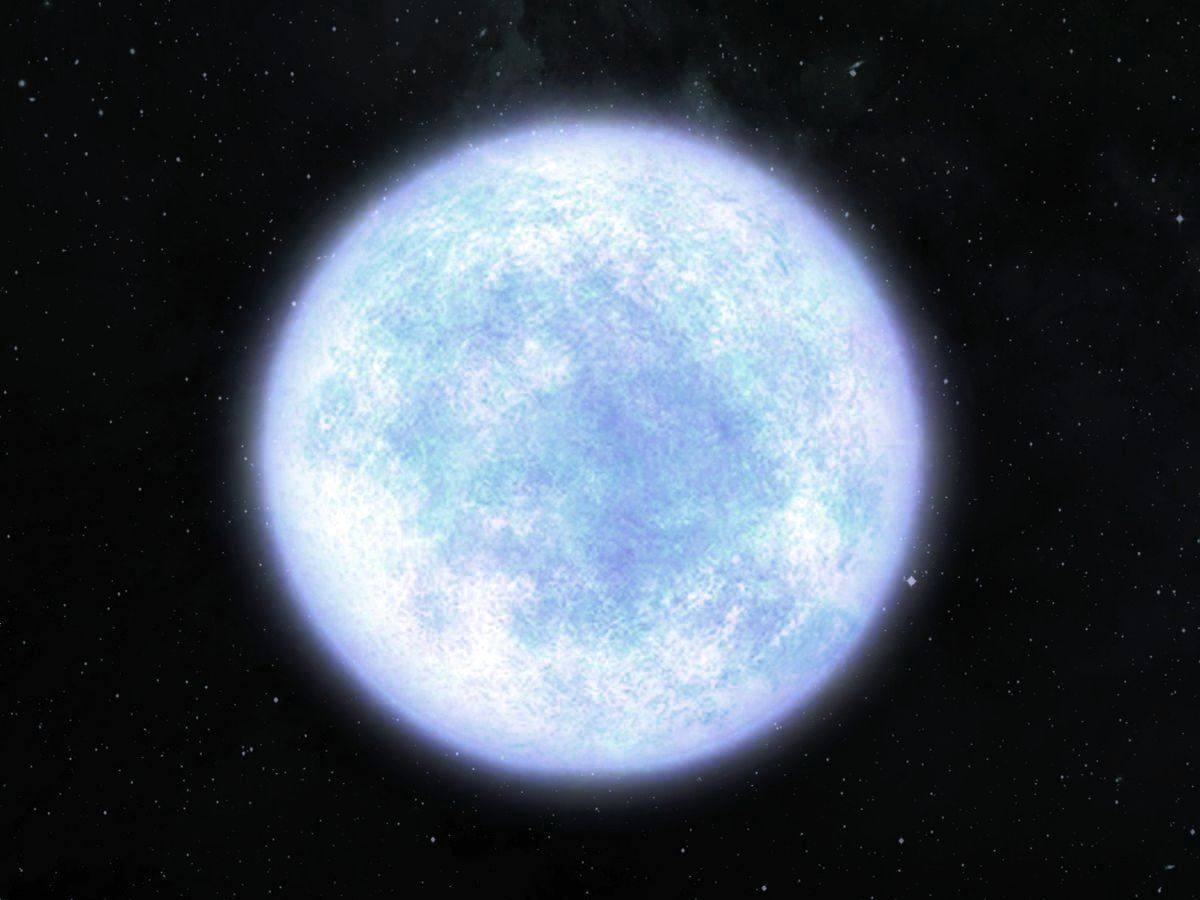
청색왜성의 상상도

청색왜성(靑色矮星, 영어: blue dwarf)은 태양의 질량의 0.3이하의 적색왜성이 자신이 지니고 있던 수소를 헬륨으로 대부분 태워버리고 난 뒤의 상태를 일컫는, 가상의 항성진화 단계이다. 적색왜성은 내부가 전적으로 대류층으로 이루어져 있어서 연료를 매우 느리게 태우기 때문에, 적색왜성이 청색왜성으로 되는 데에는 알려진 우주의 나이보다 긴 시간이 걸린다. 따라서 이 청색왜성의 존재는 전적으로 이론에 기반한 것이다.
보통 항성들은 나이를 먹으면서 밝아진다. 적색왜성보다 밝은 별들은 유체정역학적 균형 상태를 유지하기 위해 더 빠른 속도로 에너지를 생산해야 한다. 그러나 적색왜성들은 부피를 확장시키는 대신 표면 온도를 높여서 '푸른 색으로' 외관을 바꿈으로써 에너지 방출 속도를 증가시킬 것으로 예측된다. 이는 적색왜성의 표면층은 온도가 올라가도 불투명도가 특별히 올라가지 않기 때문이다. 청색왜성은 내부의 수소를 완전히 소진하고 나면 최종적으로 백색왜성으로 진화할 것이다.

## 같이 보기
- 항성 목록

## 참고 문헌
1. 1 2 3  F. C., Adams; P. Bodenheimer, G. Laughlin (2005). “M형 왜성 : 행성 생성 및 긴 진화 시간(M dwarfs: planet formation and long term evolution)”. 《Astronomische Nachrichten》 326 (10): 913–919. Bibcode:2005AN....326..913A. doi:10.1002/asna.200510440. [깨진 링크(과거 내용 찾기)]